# Universidad de Quang Binh
La Universidad de Quang Binh  (en idioma vietnamita:Đại học Quảng Bình) es una universidad pública situada en la localidad de Đồng Hới.
- Datos: Q2406422